# Norman Whitfield
Norman Whitfield (12. maj 1940 i Harlem, New York – 16. september 2008) var en amerikansk pladeproducent og sangskriver, der i mange år arbejdede for pladeselskabet Motown Records i Detroit, Michigan.
Whitfield var meget indflydelsesrig i udviklingen af den amerikanske soulmusik i 1960'erne og var en af skaberne af den såkaldte Motown-lyd fra sin ansættelse hos pladeselskabet i 1962. Fra 1966 producerede han for den succesrige gruppe The Temptations, som han også skrev meget materiale til.
Sammen med tekstforfatteren Barrett Strong skrev han "I Heard it Through the Grapevine" (indspillet af The Miracles, Marvin Gaye, Gladys Knight & The Pips og mange andre). Andre populære sanges, som Whitfield skrev alene eller med andre, er: "Ain't Too Proud to Beg" (indspillet af The Tempations), "Cloud Nine" (The Temptations), "War" (The Temptations, Edwin Starr, Bruce Springsteen), "Papa Was A Rolling Stone" (The Undisputed Truth, The Temptations, George Michael), "Smiling Faces Sometimes" (The Undisputed Truth, The Temptations), "(I Know) I'm Losing You" (The Temptations) og "Car Wash" (Rose Royce).
I 1969 fik The Temptations deres første Grammy Award for deres indspilning af Whitfields og Barrett Strongs sang "Cloud Nine" (1968), der fik prisen "Best Rhythm & Blues Performance by a Duo or Group". I 1973 fulgte den anden Grammy i samme kategori til The Temptations, igen en indspilning af en Whitfield/Strong-sang, "Papa Was a Rollin' Stone". B-siden indeholdt en instrumental udgave af sangen, og denne fik også en Grammy, "Best R&B Instrumental Performance", som Whitfield delte med den musikalske arrangør Paul Riser. Ligeledes delte Whitfield og Barrett Strong en Grammy for "Best R&B Song" for selve sangen.
Whitforlod forlod Motown i 1973 for at starte sit eget selskab, Whitfield Records, hvor han producerede The Undisputed Truth, som han havde overtalt til at forlade Motown, efterfulgt af Rose Royce, Willie Hutch, Nytro, Mammatapee og Junior Walker. Whitfield fik et stort hit i 1976 med Rose Royces indspilning af hans sang "Car Wash", udgivet på MCA Records, som var titelsang i filmen Car Wash. I 1977 vandt Whitfield en Grammy for "Best Score Soundtrack Album" for soundtracket til filmen.
I begyndelsen af 1980'erne begyndte Whitfield igen at producere for Motown, hvor han stod for The Temptations' hitsingle "Sail Away" og soundtracket til filmen The Last Dragon.
Norman Whitfield er optaget i Songwriters Hall of Fame.
Den 18. januar 2005 erklærede Whitfield sig skyldig i ikke at have betalt skat af sine royaltyindtægter på over to millioner dollar i perioden 1995-1999. Han blev idømt seks måneders husarrest og en bøde på 25.000 dollar. På grund af sit dårlige helbred, blandt andet sukkersyge, blev han ikke idømt en fængselsstraf.
I de sidste måneder af sit liv var Whitfield sengeliggende på sygehuset Cedars-Sinai Medical Center i Los Angeles, hvor han blev behandlet for sin sukkersyge og en række følgesygdomme. Nogle få uger før sin død gik Whitfield i koma, som han ikke vågnede fra.  Ifølge Joe Harris fra gruppen The Undisputed Truth døde Whitfield den 16. september 2008, klokken cirka 15.30.